# تکناف
تکناف (به لاتین: Teknaf) یک منطقهٔ مسکونی در بنگلادش است که در ناحیه کاکس‌بازار واقع شده‌است. تکناف ۳۸۸٫۶۸ کیلومتر مربع مساحت و ۱۵۲٬۵۵۷ نفر جمعیت دارد.